# Моштейруш (Кабо-Верде)
Моштейруш (порт. Mosteiros) — город в северо-восточной части острова Фогу (Кабо-Верде), расположенный на его побережье в 24 км к северо-востоку от столицы острова Сан-Филипи. Он также служит центром одноимённого муниципалитета и прихода Носа-Сеньора-да-Ажуда. По переписи 2010 года население Моштейруша составляло 9524 человека, что делало его вторым по численности населения местом на острове.

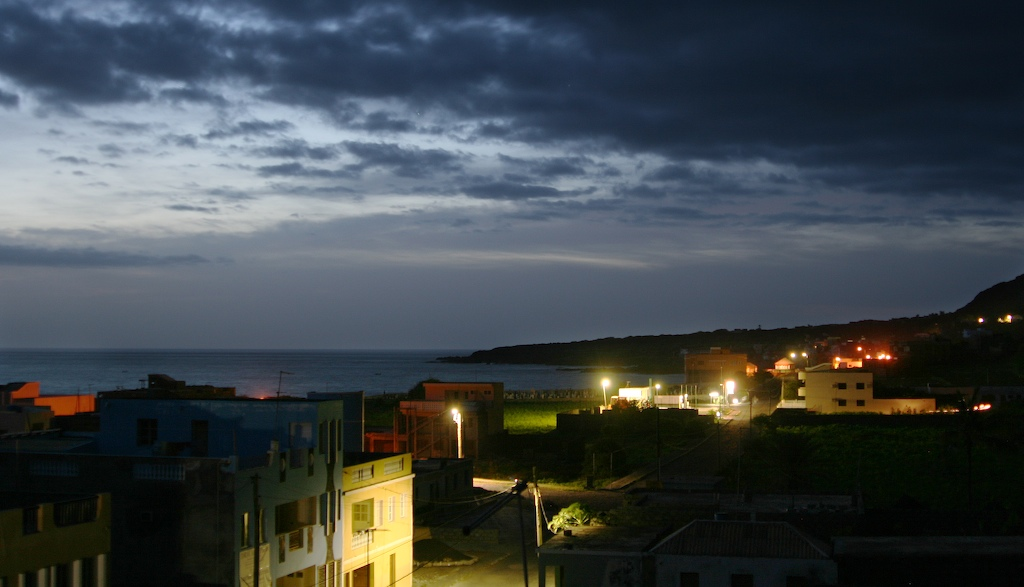
Утро в Моштейруше

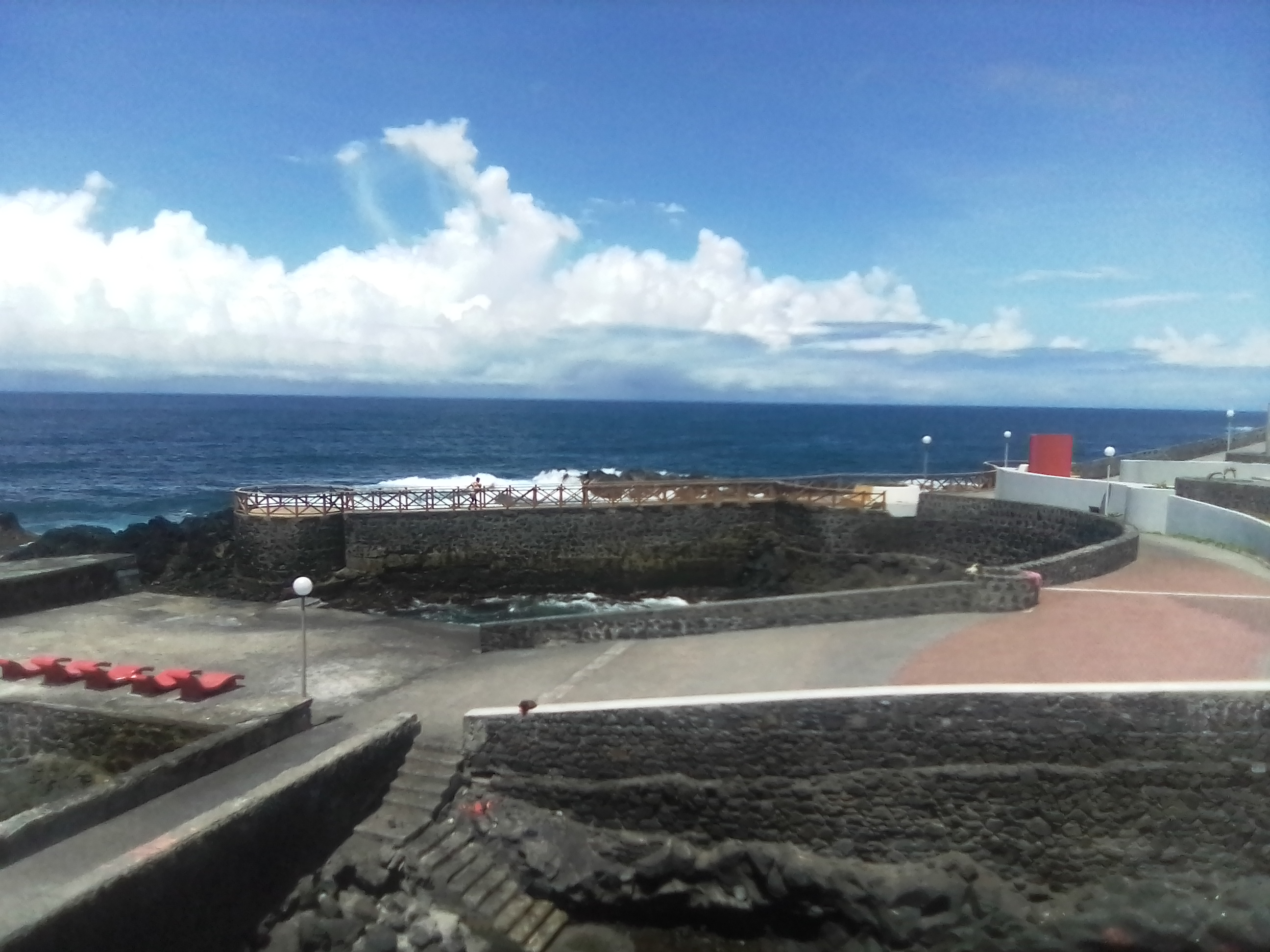
Пляж Беку в центре Игрежи

Выращивание кофе на Фогу началось в XVIII веке. Кофейные плантации в муниципалитете Моштейруш расположены на высоте от 350 до 1300 м над уровнем моря на территории с богатыми вулканическими почвами и хорошим микроклиматом. Годовой объём кофе производства составлял 500 тонн в 1900 году, но ныне этот показатель снизился до чуть более 100 тонн в год. Праса-ду-Энтронкаменту — главная площадь города, церковь Игрежа-Матриш (порт. Igreja Matriz) — одна из главных достопримечательностей. Местный аэропорт был закрыт в конце 1990-х годов после открытия на острове аэропорта Сан-Филипи. Между Сан-Филипе и Мостейрушем ежедневно по несколько раз в день курсируют автобусы aluger.

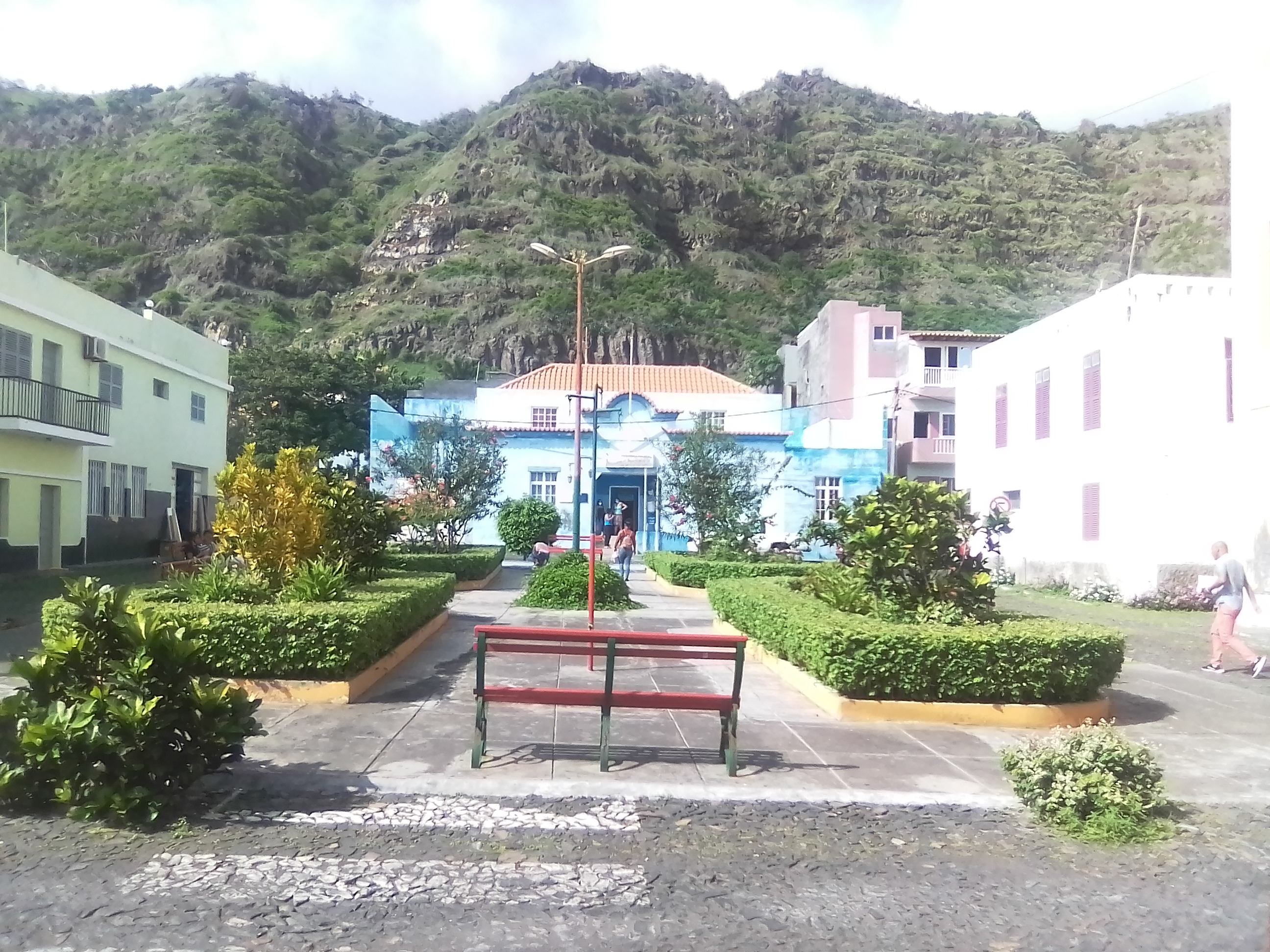
Площадь Энтронкаменту

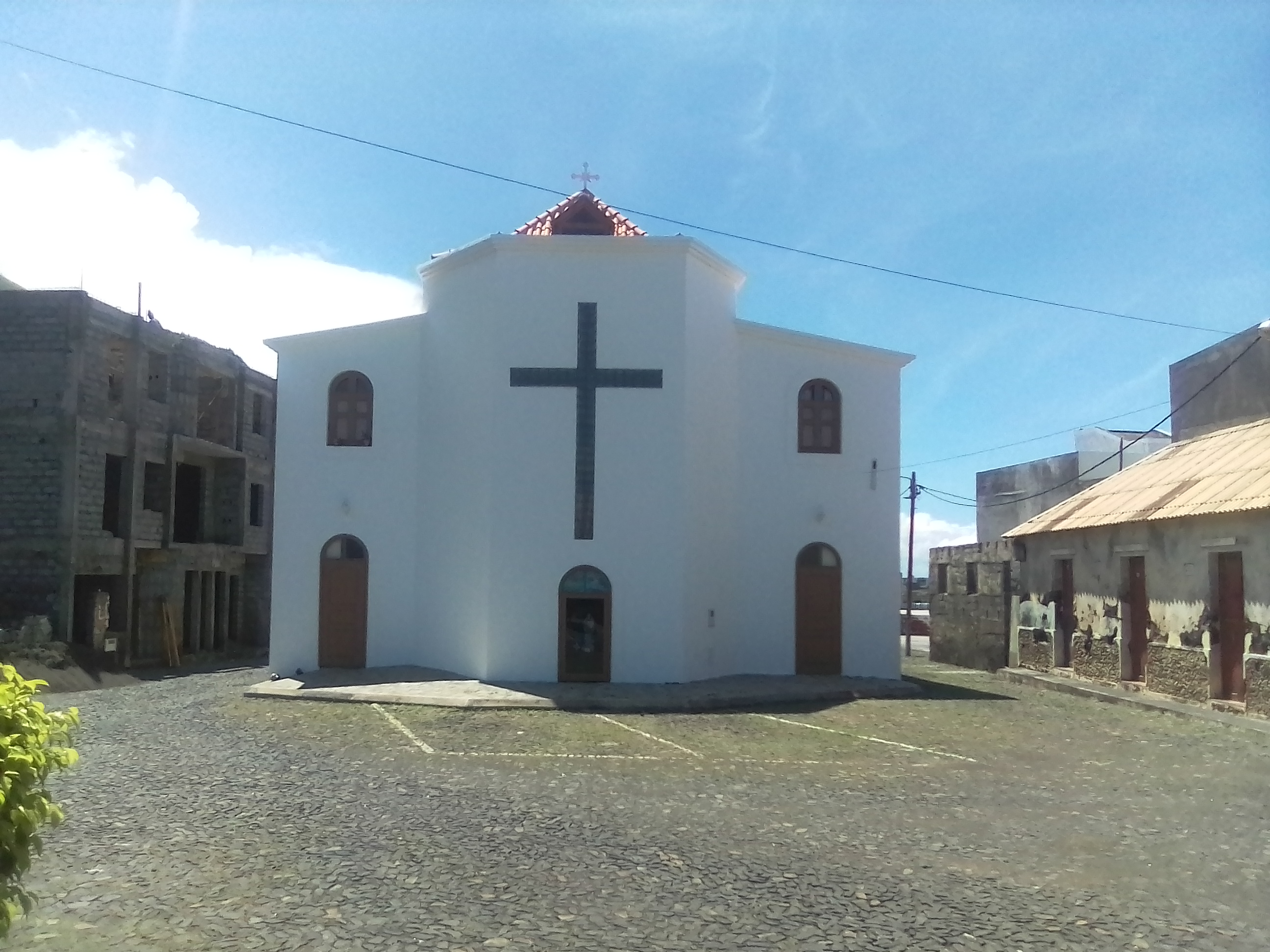
Церковь Носа-Сеньора-да-Ажуда

Носа-Сеньора-да-Ажуда, главный праздник в Моштейруше, отмечается в середине августа.

## Климат
Для Моштейруша характерен степной климат. Самые влажные месяцы — август и сентябрь. Среднегодовая температура составляет 23,2 °С.

## Спортивный
«Кутелинью», «Но Пинтша душ Моштейруш» и «Атлетику Моштейруш» — футбольные клубы города. Функционируют также местные баскетбольные, мини-футбольные и волейбольные команды. На территории муниципалитета расположен футбольный стадион Франшишку Жозе Родригеш, а многофункциональная крытая арена носит имя Жуан де Жои.